# Ernest Soens
Ernest Louis Soens (Strombeek-Bever, 6 oktober 1904 – Jette, 3 januari 1996) was een industrieel en politicus. Soens was 36 jaar lang burgemeester van de Belgische gemeente Strombeek-Bever (van 1939 tot 1976) en mede-eigenaar van de Strombeekse IJsfabriek.
Enest Soens was de zoon van Victor Soens (1865-1932), oprichter van de IJsfabriek Soens met de eerste moderne stoomkoelkamers in België. De voormalige fabrieksgebouwen bevonden zich aan de pare kant van de huidige Victor Soensstraat (tot 1909 de Kerkstraat). Op het voormalige fabrieksterrein bouwde de NV Group GL International van Ghislain en John Lenaers een complex van woongelegenheden en commerciële panden. 
Soens studeerde aan het aartsbisschoppelijk college Saint-Louis te Brussel en behaalde daarna het diploma van mijnbouwkundige en van scheikundig ingenieur. Soens werd op 19 mei 1939 verkozen tot burgemeester van Strombeek-Bever en bleef dat onafgebroken tot 1976.
Ernest Soens is bekend geworden als flamingant. Toen in 1963 de taalgrens in België definitief vastgelegd werd, verzette hij zich tegen de geplande faciliteiten die Strombeek zou toebedeeld krijgen. In 1971 liet hij twee verkozenen van het FDF uit de gemeenteraadszaal verwijderen omdat ze geweigerd hadden de eed in het Nederlands af te leggen en als niet-beëdigde raadsleden toch wensten deel te nemen aan de verkiezing van de leden van de COO. Eén jaar later werd de zogenaamde Soens-wet goedgekeurd: de eedaflegging dient in het Nederlands te gebeuren, ook in faciliteitengemeenten.
Tijdens zijn mandaat als burgemeester werd de parochiale bibliotheek Sint-Amand in 1971 overgenomen door de gemeente.
Op 11 juli 1971 ontving burgemeester Soens als eerste de Orde van de Vlaamse Leeuw. Een paar weken tevoren werd hij nog eervol vermeld op de IJzerbedevaart als een 'man van de daad'. In hetzelfde jaar schreef de Gazet van Antwerpen over hem: "Op zijn eentje deed hij al meer voor het behoud van de gaafheid van Vlaams-Brabant dan vele parlementsleden".
De bouw van het cultureel centrum dat in 1973 geopend werd, vond hij een van zijn belangrijkste verwezenlijkingen.
Hij overleed in 1996 op 91-jarige leeftijd.

## Werken
- Strombeek-Bever. Wel en Wee van een randgemeente, 1991